# Charles Eugene Lancelot Brown

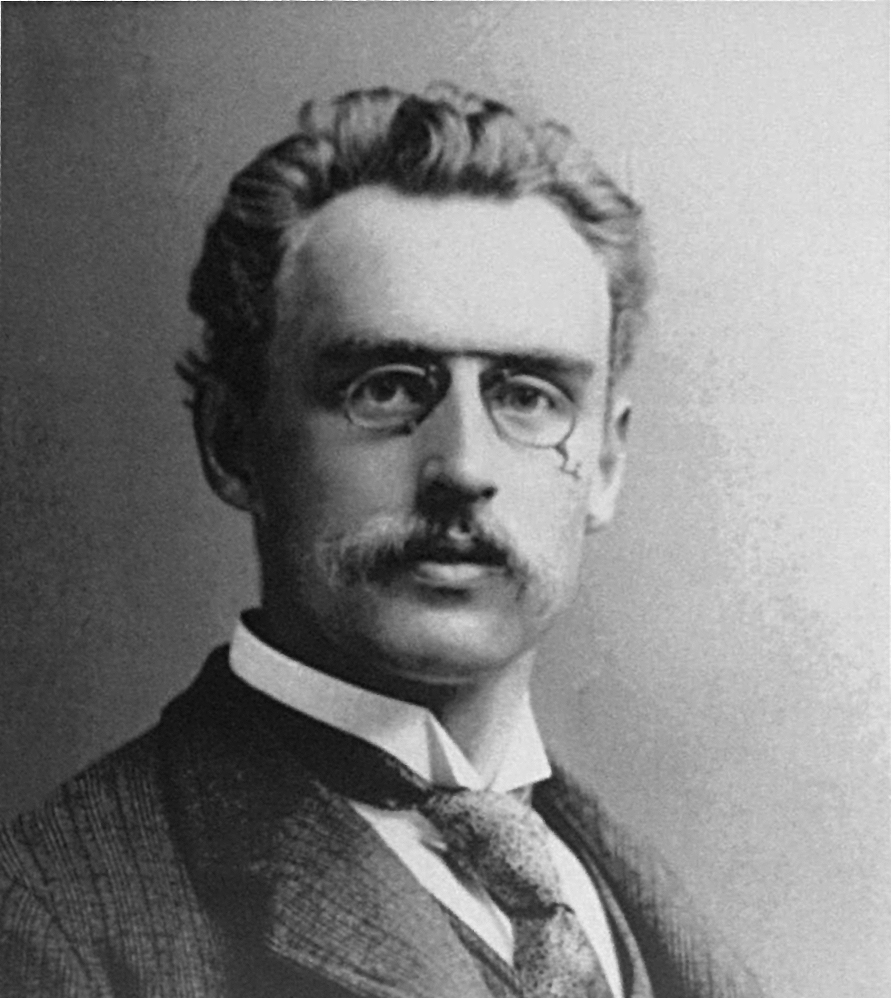
Charles Eugene Lancelot Brown, um 1900

Charles Eugene Lancelot Brown (* 17. Juni 1863 in Winterthur; † 2. Mai 1924 in Montagnola, Tessin) war ein Schweizer Maschinenkonstrukteur und Mitbegründer des Elektrotechnikkonzerns BBC (heute Asea Brown Boveri).

## Biografie
Charles E. L. Brown war der älteste Sohn von Charles Brown und hatte fünf Geschwister. Er besuchte in Winterthur das Gymnasium und studierte anschliessend wie sein jüngerer Bruder Sidney Maschinentechnik am Winterthurer Technikum. Nach einem Praktikum bei Bürgin & Alioth in Basel und kurzer Tätigkeit bei der Schweizerischen Lokomotiv- und Maschinenfabrik (SLM) wechselte er 1884 zusammen mit seinem Vater und seinem Bruder Sidney zur Maschinenfabrik Oerlikon (MFO).
Als der Vater 1885 die MFO verliess, übertrug er ihm die Direktion der elektrischen Abteilung. In den folgenden Jahren gelangen Brown zahlreiche technische Pionierleistungen, darunter 1890 die Ölisolation von Transformatorwicklungen und 1891 die konstruktive Durchbildung des Vollpolläufers von Turbogeneratoren. Ausserdem rüstete er die Elektroloks der Sissach-Gelterkinden-Bahn und der Grütschalp-Mürren-Bahn aus. 1891 konstruierte er in Zusammenarbeit mit der AEG die Transformatoranlage, den Generator und die Ölisolatoren für die Drehstromübertragung Lauffen–Frankfurt, die weltweit erste Übertragung elektrischer Energie mit hochgespanntem Drehstrom.

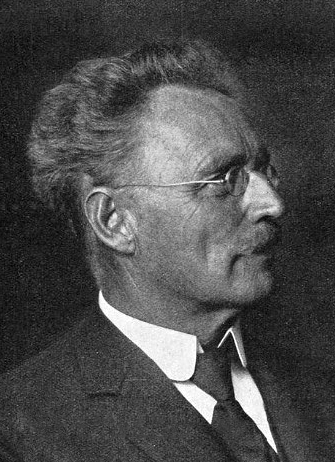
Charles Eugene Lancelot Brown, 1910

Brown heiratete 1887 Amelie Nathan, mit der er vier Kinder hatte. Im selben Jahr begann er, die Gründung eines eigenen Unternehmens vorzubereiten. Er tat sich zu diesem Zweck mit Walter Boveri zusammen, dem Leiter der Montageabteilung der MFO. Diesem gelang es nach drei Jahren, die benötigten Geldmittel aufzutreiben. Im Dezember 1890 schlossen Brown und Boveri einen Assoziationsvertrag, drei Monate später wählten sie Baden als künftigen Firmenstandort. Die Gründung der Brown, Boveri & Cie. erfolgte am 2. Oktober 1891.
Ob sich mit der Aviatik ein zukünftiger Fabrikationszweig für sein Unternehmen ergeben würde, prüfte er selbst durch Erprobung eines Normalsegelapparates, den er 1895 von Otto Lilienthal erworben hatte.
Für die BBC erwarb Brown in den folgenden Jahren über 30 Patente, etwa für den Ölschalter (1898) und den zylindrischen Rotor für Turbogeneratoren. 1900 kaufte er von Charles Parsons das Patent für die Dampfturbine und entwickelte diese Technologie weiter. 1900 wurde die bisherige Kollektivgesellschaft in eine Aktiengesellschaft umgewandelt und Brown übernahm das Amt des Verwaltungsratspräsidenten.
Aufgrund des grossen Erfolges und der raschen internationalen Expansion des Unternehmens wurde die Arbeit an der Unternehmensspitze immer kaufmännischer und Brown fand immer weniger Zeit, an neuen Technologien zu forschen. 1911 verliess er das Unternehmen und zog sich ganz ins Privatleben zurück. 1914 starb seine Ehefrau Amelie. Zwei Jahre später heiratete er ein weiteres Mal, mit Hilda Goldschmid hatte er zwei weitere Kinder. Im Alter von 60 Jahren starb Brown an den Folgen eines Herzinfarkts.

## Auszeichnungen
- 1911 Ehrendoktor der Technischen Hochschule Karlsruhe
- 1916 Ehrenbürger von Baden